# Copernicia hospita
Copernicia hospita es una especie de palmera endémica de Cuba.

## Descripción
Alcanza un tamaño de 6 a 7,5 m de altura y 30 cm de diámetro. La superficie es lisa en la mayor parte del tallo. La corona de la hoja es de unos 5 m de alto y de ancho. Las hojas en forma de abanico tienen de 1,5 a 2 m de ancho y son circulares en forma de cuña. Se dividen en muchos segmentos rígidos. Los extremos de los segmentos son ligeramente colgantes. El color de las hojas puede variar desde color gris-verde a verde azulado y casi blanco  puro o plata. Ambas superficies están cubiertas con una capa de cera. En los bordes de los segmentos presenta dientes pequeños. El peciolo es corto y se extiende ligeramente en el limbo de la hoja. La inflorescencia es un 2 m de largo y se extiende más allá de las hojas. Las flores son pequeñas de color amarillo, de color marrón y bisexuales. Los frutos son de 1,5 cm de ancho y negro.

## Taxonomía
Copernicia prunifera fue descrita por (Mill.) H.E.Moore y publicado en  Historia Naturalis Palmarum 3: 242. 1838.
Etimología
Copernicia: nombre genérico que fue nombrado en honor del astrónomo polaco Nicolás Copérnico.
hospita: epíteto latino que significa "hospedero", ya que las hojas muertas permanecen en el tronco y es el hogar de muchos pájaros y roedores.
Sinonimia
- Copernicia escarzana León
- Copernicia sueroana León[3]